# В'єннський дофінат
В'єннський дофінат (фр. Dauphiné de Viennois) — феодальне володіння Французького королівства в сучасному регіоні Дофіне, зі столицею у В'єнні, що постало у 1142 році на основі Альбонського графства, об'єднаного з Гренобльським та Гресіводанським графствами, а також з низкою інших дрібних володінь. Графи Альбонські, що утримували посаду сенешаля Арелатського королівства, з 1142 року прийняли титул дофінів (можливо, від зображення дофіна на їхньому гербі), а їх володіння отримало назву дофінат. Перша династія дофінів згасла наприкінці XII століття. Спадкоємиця роду, Беатриса Альбонська, одружилася з герцогом Бургундським, а її син Гіг VI Андре (пом. 1237), став засновником другої, Бургундської династії дофінів. Останньою спадкоємицею цієї династії була Анна (пом. 1293), сестра Гіга VII (пом. 1282). Анна була одружена з Юмбером I де Ла Тур-дю-Пін (пом. 1307), їхній син, Жан II (пом. 1319), заснував третю династію дофінів. Останнім представником її був Юмбер II (пом. 1355)
У 1349 році значні борги та смерть єдиного сина та спадкоємця, підштовхнули дофіна Юмбера II до продажу дофіната королю Франції Філіпу VI. Згідно з умовами договору, укладеного його протонотарієм Амбларом де Бомоном, головною умовою продажу було те, що спадкоємець престолу Франції буде носити титул дофін, що і дотримувалось з того часу аж до Французької революції. Першим дофіном Франції став онук Філіпа VI, майбутній король Карл VI, що отримав титул «дофін» при народжені. Титул також надавав дофіну формальну владу над Дофіне як апанажним володінням і Карл V провів дев'ять місяців на своїй новій території.

## Історія

### Альбонське графство
Першим відомим графом був Дофін, граф Альбонський та Гресіводанський, приблизно в першій половині XI століття. Його дочка і спадкоємиця Дофіна передала батьківські володіння своєму чоловікові Гуго. Наступником став їх син Гіг I (близько 1029—1063), який прийняв титул «дофін Альбонський». Його наступником стали його син Гіг II (1063—1075) та онук Гіг III (1075—1133). У 1129 році цей Гіг розділив із графом Савойським Амадеєм III В'єннське графство, що не вирішило суперечку щодо земель, проте призвело до тривалих прикордонних конфліктів, і в цьому протистоянні Гіг загинув у 1133 році. Його син Гіг IV правив в 1133—1142 роках.

### Виникнення титулу дофін і Вєнського дофінату
В 1142 році, після загибелі Гіга IV (1133—1142), його син Гіг V на додаток до титулу графа Альбонського прийняв титул дофіна і таким чином став першим дофіном В'єнуа, а Альбонське графство отримало назву В'єннський дофінат.
Поки Гіг V був неповнолітнім, до 1153 року регентство залишалося в руках його матері Маргарити Бургундської. Пізніше Гіг V безуспішно воював з вбивцею свого батька Амадеєм III і в 1155 році визнав себе васалом Фрідріха Барбаросси, імператора Священної Римської імперії, який підтвердив його титули, права та привілеї. У 1162 році він помер, залишивши єдину доньку Беатрису (1161—1228). В 1183 році Беатриса вийшла заміж за Гуго, герцога Бургундського. Їх син Андре, що народився 1184 року, вже у 1188 році згадується як дофін Андре. 1193 року офіційно прийняв титул дофіна і взяв імя Гіг VI. Після зречення Беатрисою престолу в 1202 році, успадкував В'єннський дофінат (Альбонське, Гренобльське, Бріансонське і Гресіводанське графства). В цьому ж році Андре одружився з Беатрисою, графинею Гапа і Ембруна (дочкою Райнера I Сабранського), яка подарувала ці графства Гігу як шлюбний посаг. Коли пара розлучилася в 1215 році через проблеми спорідненого шлюбу, отримані як посаг володіння залишилися в руках її чоловіка.
Коли Андре Гіг помер, у нього залишилася донька Беатриса, яка була в нього від першого шлюбу, але залишився син від третього шлюбу з іншою Беатрсою, донькою Гільема VI маркіза Монферратського. Цей син, Гіг VII (1237—1269), став його наступником на посаді дофіна Вєннського і для своєї дружини Беатриси Савойської він отримав як придане савойські землі графства Гап і володіння Фочіньї.
Він помер у 1269 році, і його спадкоємцем став його шестирічний син Жан I, який помер у 1281 або 1282 році.
Від шлюбу з Боною, дочкою Амадея V Савойського, він не залишив дітей, і династія знову вимерла, передавши спадщину його сестрі Анні, одруженій з Гумбертом, володарем Тур дю Пін ; Анна померла в 1296 або 1301 році. Гумберт вів війну проти Савойї головним чином за володіння Белькомбом і помер відлученим від церкви в 1306 або 1307 роках. До цього року він не дозволяв правити своєму синові Іоанну II, хоча права його матері вже перейшли до нього в 1301 році. Граф Іоанн II укріпив кордон із Савойєю, де були створені нові міста з володіннями, що зміцнило оборону території. Жанна померла в 1318 році, а його синові Гіго VIII або XIII (1319—1333) було лише 9 років. Регентство утримував Анрі Дофін, обраний єпископом Меца, до 1323 року. У 1325 році він переміг савойців, які атакували Гуго Женевуа у Варе, поблизу Пон д'Ен, і взяв важливих полонених, таких як Роберт граф Тоннер (брат герцога Бургундського) і Джон де Шалон граф Осерр, і до навіть сам граф Едуард Савойський потрапив у полон, але був звільнений своїми в останню мить. Він загинув у 1333 році в бою проти савойців, і його наступником став його 20-річний брат Гумберт II (1333—1349), який жив у великій розкоші та витратив багато грошей на хрестовий похід, який так і не відбувся. Після смерті свого єдиного сина Андреу Гумберт побачив, що у нього більше не буде дітей, і з 1337 року він планував поступитися своїми володіннями для сплати боргів. Першим кандидатом на покупку був Папа Римський Бенедикт XII, але операція не була успішною, і остаточним покупцем став Філіп VI Франції в 1349 році. Помер у 1355 році.
Його сестра Беатріу, одружена з графом Овернським, мала сина на ім'я Дельфі, який став джерелом гілки дофінів Оверні.
Потім дофінат був переданий очевидним спадкоємцям французької корони, а титул дофіна був прирівняний до титулу спадкоємця, і навіть сьогодні «дофін» є передбачуваною заміною посади, названої або натяканою тим самим. Французькі спадкоємці рідко відвідували цю територію.
З 1349 по 1355 рр. ще тривали війни з Савоєю, але в 1355 р. король Франції та граф Савойський уклали мир (Паризький мир, 5 січня 1355 р.), згідно з яким дофінат відмовлявся від Фочіньї в обмін на всі савойські землі на захід від Гієра. Карл, син Іоанна Доброго з Франції, який перебував у країні до 1352 року, скористався статусом території в 1356 році, тому що, оскільки це було леном імперії, це давало йому свободу збирати гроші з короля. викуп Джон, який потрапив у полон у битві при Пуатьє того ж року. Інші дофіни рідко бували в країні. Дев'ятнадцять губернаторів змінювали один одного з 1352 по 1461 рік, з яких лише двоє були з території: Аймар де Валентинуа у другій половині segle xiv та Франсуа де Сассенаж з 1416 по 1420 рік. Губернатор Шарль де Бувіль був звинувачений у багатьох злочинах і змушений був тікати і помер у 1385 році.
Після битви при Азенкурі в 1415 році князь Оранський Людовик II Шалонський, який був також графом Франш-Комте, хотів зайняти Дофінат, щоб землі Оранжа і землі Франш-Комте не були розділені, і він отримав допомогу від герцога Бургундського і графа Савойського Амадея VIII. Губернатор Дофіне Рауль де Гокур був напоготові і найняв для оборони кастильського найманця на ім'я Родріго де Віладрандо. 11 червня 1430 року сили найманців і князя Оранського зіткнулися на північний схід від Крем'є, і кастильці здобули перемогу, яка поклала край цьому епізоду. У 1447 році в Дофіне оселився дофін Людовик II (майбутній Людовик XI Король Франції), який покращив фінансове становище, але правив як абсолютний суверен. У 1461 році, коли він зійшов на престол, він пішов і більше не повернувся.

## Список сеньйорів, графів і дофінів

### Сеньйори
- Ростань I, сеньйор південної частини В'єнуа, бл. 830—844
- Ростані II, сеньйор Анноне ? (син)
- Гіг I, сеньйор Анноне ? -940 (син)
- Гіг II, сеньйор Віона близько 940—960 (син)
- Гіг III, сеньйор Віона близько 960—996 (син)
- Дофін I, граф Гресіводанський близько 1000 року
- Дофіна, дочка, виходить заміж за Гіго ель Гроса близько 1025 року

### Графи Альбонські
- Примітка : перша нумерація для підрахунків (з III відліків Альбона), а друга для загальної кількості Гігонів:
- Гіг I (Guigó IV), граф Альбонський і Гренобльський 996—1009 (син)
- Гіг II (Guigó V Товстий), граф Альбонський і Гренобльський (Guigó II d'Albon) 1009—1029 (син)
- Гіг III (Guigó VI el Vell або Vetus), граф Альбонський, Гренобльський і Гресіводанський 1029—1063 (син), перший дофін Альбона (одружений у другому шлюбі з Агнес, дочкою Рамона Беренгера I, графа Барселони; у першому він був одружений на Аделаїді де Руайанс)
- Гіг IV (Guigó VII Товстий або Pinguis), граф Альбонський, Гренобльський і Гресіводанський 1063- після 1075 (син першої дружини);

Його зведений брат (син другої дружини) Гіго Рамон одружився з Ідою Рамоною, спадкоємицею Ліону та Фореца, і був Гіго I Форезським.
- Гіг VIII Молодший (Guigó IV) граф Альбонський і Гренобльський, після 1075—1133 (син) одружений на Матильді.
- Гіг V (або Гвіго VIII Молодший), граф Альбонський, Гренобльський і Гресіводанський, після 1075—1133 (син) одружений з Матильдою.
- Пізніше вони носять титул дофінів В'єнни або Відня або дофінів В'єнуа або В'єнеса, а титул графів Альбона перестає використовуватися.

### В'єннські дофіни
- Примітка : перша нумерація відповідно до назви дофіна, а друга для загальної кількості Гігів:

#### Альбонський дім
- Гіг Старий (Гуїг VI) 1029—1063 граф Альбона і Гренобля та Дофіна і Альбона
- Гіг II Товстий (Guigó VII), 1063—1075, граф Альбона і Гренобля та дофін В'єнни
- Гіг III Молодший (Guigó VIII), 1075—1133, граф Альбона і Гренобля і дофін В'єнни
- Гіг IV (Guigó IX) перший дофін дофінату Віденського 1133—1142
- Гіг V (Гуйго X) 1142—1162
- Беатріса 1162—1228
- Альберік Тайлефер, граф Сант-Гелі 1163—1180
- Гуго I (Гуго III, герцог Бургундський) 1183—1192 рр.
- Гуго Коліньї, лорд Коліньї 1202—1228

#### Бургундський дім
- Гіг VI (Guigó XI) 1228—1237 (відомий як Андреу I Дельфі, оскільки його справжнє ім'я було Андреу; також з'являється (пізнішими істориками) як Андреу Ґіго VI Відня або Ґуіго VI Андреу дель В'єнес
- Гіг VII (Guigó XII) 1237—1269
- Жан I 1269—1281
- Анни 1281—1296
- Юмберт I 1281—1307

#### Дім Тур дю Пен
- Жан II 1296—1319
- Гіг VIII (Guigó XIII) 1319—1333
- Юмбер II 1333—1349

#### Принци Французького королівства
Примітка : У періоди вакансій, дофінат був частиною володінь корони
- Карл I (Карл V Франції 1364-80) 1349—1364
- Вакантний 1364—1368
- Карл II (Карл VI Франції 1380—1422) 1368—1380
- Вакантний 1380—1386
- Карл III 1386
- Вакантний 1386—1392
- Карл IV 1392—1393 (+1401)
- Людовик I 1393—1415
- Жан III 1415—1416
- Карл V (Карл VII Франції 1422—1461) 1416—1423
- Людовик II (Луї XI Франції 1461-83) 1423—1461
- Вакантний 1461—1470
- Карл VI (Карл VIII Франції 1483-98) 1470—1483
- Вакантний 1483—1492
- Карл VII 1492—1495
- Карл VIII (Карл Французький) 1496 (+1496 до одного місяця народження)
- Франциск I (Франциск Французький) 1497 (+1497)
- Вакантний 1498—1518
- Франциск II 1518—1536
- Генріх I (Генріх II Франції 1547—1559) 1536—1547
- Франциск III (Франциск II Франції 1559—1560) 1547—1559
- Вакантний 1559—1601
- Людовик III (Луї XIII Франції 1610—1643) 1601—1610
- Вакантний 1610—1638
- Луї Дедонат (Луї XIV, король Франції, 1643—1715) 1638—1643
- Вакантний 1643—1661
- Людовик IV Великий Дофін 1661—1711
- Людовик V Маленький дофін t 1711—1712
- Людовик VI (Людовик XV Франції 1712—1774) 1712—1715
- Вакантний 1715—1729
- Людовик VII 1729—1765
- Людовик VIII Август (Людовик XVI Франції 1774—1792) 1765—1774
- Людовик IX 1781—1789
- Людовик X (Людовик XVII Франції, титулярний король 1792—1795) 1789—1793
- Людовик Антоні (титулований король Франції 1836—1844), номінальний дофін 1824—1830